# Sarah J. Maas
Sarah Janet Maas (Nueva York, 5 de marzo de 1986) es una escritora de fantasía estadounidense. Su novela debut, Trono de Cristal, fue publicada en 2012 por Bloomsbury y en España por la editorial Alfaguara ese mismo año.

## Vida y carrera
Sarah Janet Maas nació el 5 de marzo de 1986 en Nueva York. Estudió en el Hamilton College de Clinton, Nueva York, donde se graduó en escritura creativa y estudios religiosos en 2008. Está casada y vive en Pensilvania. Maas es una escritora de literatura juvenil y se ha especializado en el género de la fantasía.
Maas empezó a escribir Trono de Cristal cuando tenía dieciséis años. Después de escribir varios capítulos de la novela, los subió a la web fictionpress.com, donde se hizo popular, aunque más tarde los borró para intentar publicar la novela.
En 2008 Maas empezó a enviar la historia a agentes editoriales hasta que fue comprada por Bloomsbury en 2012, y más tarde adquirió dos libros adicionales de la serie. La serie está disponible en 15 países y 23 idiomas y está compuesta por ocho libros y varios relatos cortos ambientados dos años antes de la primera novela. El segundo libro de la serie, Corona de Medianoche, entró en la lista de best-sellers del New York Times. 
La trama inicial de la serie está basada en la premisa de que Celaena no fue una criada sino una asesina, aunque pronto la competición de asesinos y el triángulo amoroso deriva en una fantasía más compleja con una guerra mágica contra fuerzas oscuras.
Una Corte de Rosas y Espinas, segunda saga escrita por Maas se basa en el cuento de La Bella y la Bestia. El primer libro de la trilogía fue escrito en 2009 pero no fue publicado hasta 2015. Tras completar la trilogía, Sarah anunció la publicación de una serie de novelas independientes. La primera: Una corte de hielo y estrellas, publicada en inglés en 2018, continúa la línea de personajes de la trilogía, con una especie de ¿y qué pasó después?. La segunda fue publicada en 2021, y se centra en dos de los personajes secundarios. Las siguientes novelas se centrarán cada una en otros personajes secundarios distintos, provenientes de la trilogía principal. 
En 2020 publicó Ciudad Medialuna, su tercera saga. Casa de tierra y sangre es el primero de esta saga, que de momento tiene un número indeterminado de libros, pero que se intuye por comentarios de la autora que será larga. 
Actualmente la autora está trabajando en una serie de Hulu basada en Una Corte de Rosas y Espinas junto al director Ron Moore.

## Obras

### Trono de Cristal
Saga
- La espada de la asesina (“The Assassin's Blade” en versión original) (Versión de 2021 traducida por Guiomar Manso de Zúñiga)[3]

1. La asesina y el señor de los piratas (2012) (“The Assassin and the Pirate Lord” en versión original) Traductora: Victoria Simó[6]
2. La asesina y la curandera (2012) (“The Assassin and the Healer” en versión original) Traductora: Victoria Simó[2]
3. La asesina en el desierto (2012) (“The Assassin and the Red Desert” en versión original) Traductora: Victoria Simó[5]
4. La asesina en el submundo (2012) (“The Assassin and the Underworld” en versión original) Traductora: Victoria Simó[2]
5. La asesina en el imperio (2012) (“The Assassin and the Empire” en versión original) Traductora: Victoria Simó[2]

- Trono de cristal (2012) (“Throne of Glass” en versión original) Traductores: Victoria Simó y Diego de los Santos (Versión de 2020 traducida por Guiomar Manso de Zúñiga)[3][5]
- Corona de medianoche (2013) (“Crown of Midnight” en versión original) Traductor: Guiomar Manso de Zúñiga[3]
- Heredera de fuego (2014) (“Heir of Fire” en versión original) Traductor: Guiomar Manso de Zúñiga[3][2]
- Reina de sombras (2015) (“Queen of Shadows” en versión original) Traductor: Guiomar Manso de Zúñiga[4]
- Imperio de tormentas (2017) (“Empire of Storms” en versión original) Traductora: Carolina Alvarado Graef
- Torre del alba (2017) (“Tower of Dawn” en version original) Traductora: Carolina Alvarado Graef
- Reino de cenizas (2018) (“Kingdom of Ash” en version original)

Extras
- The Throne of Glass Colouring Book (2016)

### Acotar
Saga
- Una corte de rosas y espinas (2018) (“A Court of Thorns and Roses” en versión original) Traductora: Márgara Averbach[7]
- Una corte de niebla y furia (2018) (“A Court of Mist and Fury” en versión original) Traductora: Márgara Averbach
- Una corte de alas y ruina (2019) (“A Court of Wings and Ruin” en versión original) Traductor: Julio Sierra
- Una corte de hielo y estrellas (2019) (“A Court of Frost and Starlight” en versión original) Traductores: Gastón Eduardo Navarro y Mirta Rosenberg
- Una corte de llamas plateadas (2021) (“A Court of Silver Flames” en versión original) Traductor: Julio Sierra
- ACOTAR 6 (2024/2025) (Confirmado por la autora) El libro saldrá a la luz tras publicarse Crescent City 3.
- ACOTAR 7 (2026/?) (Confirmado por la autora como la tercera parte de la segunda trilogía). Según palabras de la autora, es probable que el mundo de ACOTAR todavía siga en desarrollo tras este libro, puesto que "todavía tiene mucho que contar".

Extras
- A Court of Thorns and Roses Coloring Book (2017)

### Ciudad Medialuna(“Crescent City”)
Saga
- Casa de tierra y sangre (2020) (“House of Earth and Blood” en versión original) Traductora: Carolina Alvarado Graef
- Casa de cielo y aliento (2022) ("House of Sky and Breath" en versión original) Traductora: Carolina Alvarado Graef
- Casa de llama y sombra (30 de enero del 2024) ("House of Flame and Shadow" en versión original) Traductora: Carolina Alvarado Graef

### Otros
- Catwoman: Soulstealer (2018) (“Catwoman: Soulstealer” en version original) Traductora: Noemí Risco[8]
- The Starkillers Cycle (en desarrollo)
- Twilight of the Gods (en desarrollo)

### Orden de lectura recomendado
Todos y cada uno de los libros de la escritora Sarah J. Maas pueden leerse en el orden que quieras, pero para que todas las historias de los libros tengan sentido existe un orden recomendado de los libros actualmente publicados que es el siguiente:
- Saga ACOTAR

1. Una corte de rosas y espinas.
2. Una corte de niebla y furia.
3. Una corte de alas y ruina.
4. Una corte de hielo y estrellas.
5. Una corte de llamas plateadas.

- Saga Trono de Cristal

1. Trono de cristal.
2. Corona de medianoche.
3. La espada de la asesina: Relatos de Trono de Cristal.
4. Heredera de fuego.
5. Reina de sombras.
6. Imperio de tormentas.
7. Torre del alba.
8. Reino de cenizas.

- Saga Ciudad Medialuna

1. Ciudad Medialuna: casa de tierra y sangre.
2. Ciudad Medialuna: casa de cielo y aliento.
3. Ciudad Medialuna: casa de llama y sombra.